# Zoran Klemenčič
Zoran Klemenčič, né le 28 avril 1976 à Ljubljana, est un coureur cycliste slovène.

## Palmarès
- 1996
  - 6e étape du Tour de Slovénie
- 1997
  - 7e étape du Tour de Slovaquie
- 1998
  -  Champion d'Europe sur route espoirs
  - 3e étape de la Semaine cycliste bergamasque
  - 8e étape du Tour de Yougoslavie
- 2001
  - Poreč Trophy 2
  - 1re étape de la Jadranska Magistrala
  - 3ea étape des Trois Jours de La Panne
  - Grand Prix Šenčur
- 2002
  - 5e du championnat du monde sur route
- 2004
  - Prologue et 3e étape de la Jadranska Magistrala

## Résultats sur les grands tours

### Tour de France
1 participation
- 2000 : abandon (10e étape)

### Tour d'Italie
3 participations
- 2001 : abandon (13e étape)
- 2002 : non-partant (17e étape)
- 2004 : non-partant (14e étape)

### Tour d'Espagne
1 participation
- 2002 : abandon (15e étape)